# Mr. Deeds
Mr. Deeds är en amerikansk komedifilm från 2002 i regi av Steven Brill, med Adam Sandler och Winona Ryder i huvudrollerna. Filmen är en nyinspelning av En gentleman kommer till stan från 1936. Den hade Sverigepremiär den 27 september 2002.

## Handling
Longfellow Deed (Adam Sandler) är den okände arvtagaren till miljonären Preston Blake. Omtumlad kommer han till New York där Blakes kollegor tänker lura av honom pengarna. Journalisten Babe Bennett (Winona Ryder) skriver om Deed för en skandaltidning och låtsas vara en flicka från landet för att få gå ut med honom.

## Rollista
| Adam Sandler     | – Longfellow Deeds                     |
| Winona Ryder     | – Babe Bennett                         |
| John Turturro    | – Emilio Lopez                         |
| Allen Covert     | – Marty                                |
| Peter Gallagher  | – Chuck Cedar                          |
| Jared Harris     | – Mac McGrath                          |
| Erick Avari      | – Cecil Anderson                       |
| Peter Dante      | – Murph                                |
| Conchata Ferrell | – Jan                                  |
| Harve Presnell   | – Preston Blake                        |
| Steve Buscemi    | – Crazy Eyes                           |
| Blake Clark      | – Buddy Ward, the Quarterback's Father |
| J.B. Smoove      | – Reuben                               |

## Om filmen
- Filmen är bland annat inspelad i Los Angeles i Kalifornien, New Milford i Connecticut och i New York.
- Regissören Steven Brill gör en cameo-roll som violinist på Madison Square Garden.